# ایسونیه
ایسونیه (به ایتالیایی: Issogne) یک کومونه در ایتالیا است که در واله دائوستا واقع شده‌است.

## خصوصیات
ایسونیه ۲۳٫۶۱ کیلومترمربع مساحت و ۱٬۴۲۲ نفر جمعیت دارد و ۳۸۷ متر بالاتر از سطح دریا واقع شده‌است.